# Heusden Koers 1991
De 43e editie van de Belgische wielerwedstrijd Heusden Koers werd verreden op 13 augustus 1991. De start en finish vonden plaats in Heusden. De winnaar was Bart Leysen, gevolgd door Michel Dernies en Rik Van Slycke.

## Uitslag
| Heusden Koers 1991 |                |                      |       |
| Plaats             | Naam           | Ploeg                | Tijd  |
| Winnaar            | Bart Leysen    | Lotto-Super Club     | 3u56' |
| 2                  | Michel Dernies | Weinmann-Eddy Merckx | z.t.  |
| 3                  | Rik Van Slycke | Lotto-Super Club     | z.t.  |

1929 · 1930-1935 · 1936 · 1937 · 1938 · 1939 · 1952 · 1953 · 1954 · 1955 · 1956 · 1957 · 1958 · 1959 · 1960 · 1961 · 1962 · 1963 · 1964 · 1965 · 1966 · 1967 · 1968 · 1969 · 1970 · 1971 · 1972 · 1973 · 1974 · 1975 · 1976 · 1977 · 1978 · 1979 · 1980 · 1981 · 1982 · 1983 · 1984 · 1985 · 1986 · 1987 · 1988 · 1989 · 1990 · 1991 · 1992 · 1993 · 1994 · 1995 · 1996 · 1997 · 1998 · 1999 · 2000 · 2001 · 2002 · 2003 · 2004 · 2005 · 2006 · 2007 · 2008 · 2009 · 2010 · 2011 · 2012 · 2013 · 2014 · 2015 · 2016 · 2017 · 2018 · 2019 · 2020 · 2021 · 2022 · 2023